# Микротея
Микротея (лат. Microtea) — род покрытосеменных двудольных растений монотипного семейства Микротеевые (Microteaceae) порядка Гвоздичноцветные (Caryophyllales) из Антильских островов, Центральной и Южной Америки.

## Ботаническое описание
Однолетние или многолетние травы, реже полукустарники. Стебли угловатые. Листья очерёдные, цельные, от нитевидных до овальных или яйцевидных.
Соцветие — колос или тирс. Цветки актиноморфные, обоеполые; околоцветник из (4) 5 сегментов или долей, зелёный, белый или желтоватый. Плод ореховидный, односемянный, сухой; семена шаровидные, чёрные.

## Виды
Род включает 10 видов:
- Microtea bahiensis M.S.Marchioretto & J.C.de Siqueira
- Microtea celosioides (Spreng.) Moq. ex Sennikov & Sukhor.
- Microtea debilis Sw. typus[1]
- Microtea glochidiata Moq.
- Microtea maypurensis (Kunth) G.Don — Микротея майпурская
- Microtea papillosa M.S.Marchioretto & J.C.de Siqueira
- Microtea portoricensis Urb.
- Microtea scabrida Urb.
- Microtea sulcicaulis Chodat
- Microtea tenuifolia Moq.